# Glæsisvellir
Als Glæsisvellir (altnordisch: glitzernde Ebenen) wird in der nordischen Mythologie ein Gebiet in Jötunheim (Riesenheim) bezeichnet, das in einigen Erzählungen wie der Bósa saga ok Herrauðs oder der Hervarar saga ok Heiðreks konungs erwähnt wird. Guðmundr war der Name des Königs dieses Landes.

## Hintergrund
Über Guðmundr von Glæsisvellir wird in einigen Forndaldarsögur (Vorzeitsagas des 14. bis 15. Jahrhunderts) berichtet. Hier wird er als mächtiger heidnischer Herrscher eines Reiches von Riesen (Jötunn) beschrieben. In der Hervarar saga (Saga von Hervör, einer als Mann verkleideten Kriegerin) wird von einem Ort namens „Ódáinsakr“ (Feld des Ungestorbenen ~ Unsterblichkeitsfeld) gesprochen. Von Guðmundr heißt es dort, dass er als König von Jotunheim in einem Gebiet namens Glæsisvellir residierte. Guðmundr verstarb, nachdem er 500 Jahre gelebt hatte und wurde anschließend wie ein Gott verehrt. In der Bósa saga wird er ebenfalls als Herrscher von Glæsisvellir angegeben.

„Es wird gesagt, dass es in alten Zeiten ein Land im Norden in der Finnmark gab, das Jotunheim genannt wurde […] Gudmund war der Name eines Königs in Jotunheim. Seine Heimat wurde Grund genannt und sein Land Glasisvellir. Er war ein großer Anhänger der alten Götter. Er war ein weiser und mächtiger Mann und sehr alt und alle seine Männer ebenfalls, so als lebten sie über mehrere normale Lebensspannen. Aus diesem Grund, glauben die Heiden, dass sich in seinem Reich, das Óðains-acre [Land der Nicht-Toten] zu finden ist, ein Ort, an dem jeder, der dorthin gelangt, gesundet, da Krankheit und Alter aus ihnen verschwinden und sie nicht mehr sterben.“

Die Glæsisvellir und der Ódáinsakr finden ein genaues Gegenstück in Überlieferungen der irischen Literatur des Früh- und Hochmittelalters und dürften aller Wahrscheinlichkeit nach auf einer wikingerzeitlichen Rezeption dieser irischen Motive durch skandinavische Siedler beruhen, die auf dem Weg nach Island auf den Britischen Inseln mit den einschlägigen irischen Legendenmotiven in Kontakt gekommen waren.